# 唐闸区
唐闸区，中国旧区名。
1951年由南通市设置。在今江苏省南通市区西南郊唐家闸。原属苏北行署区，1952年改属江苏省。1956年撤销，由市设唐闸办事处管理。 